# Rio Frumoasa (Şomuzul Mare)
O Rio Frumoasa é um rio da Romênia, afluente do Şomuzul Mare, localizado no distrito de Suceava.